# Petra Kulichová
Petra Kulichová (* 13. září 1984 Pardubice) je bývalá česká basketbalistka hrající na pozici pivota. Začínala v klubu BK Studánka Pardubice, později hrála ligu v BK Loko Trutnov. Od sezóny 2005/2006 působila pět sezón v BK Frisco SIKA Brno (dříve Gambrinus Brno), v nichž s týmem čtyřikrát vyhrála českou basketbalovou ligu a v sezóně 2005/2006 i ženskou Euroligu. V květnu 2010 přestoupila do ZVVZ USK Praha, s nímž získala v sezonách 2010/2011 a 2011/2012 tituly mistryň republiky.
Česko reprezentovala od juniorského věku (mistrovství Evropy juniorů 2002), jejím prvním velkým seniorským turnajem se staly Letní olympijské hry 2004, od té doby nastupuje v reprezentaci pravidelně. Odehrála také turnaje na LOH 2008 a LOH 2012, mistrovství Evropy v letech 2005 (zlatá medaile), 2007, 2009 a 2011 a mistrovství světa 2006 a 2010 (stříbrná medaile).
Profesionální kariéru ukončila v září 2020, kdy hrála za Hradec Králové. Měří 198 cm a na MS 2010 nosila dres s číslem 13.